# 藤川祐華
藤川 祐華（ふじかわ ゆか）は、日本の漫画家・イラストレーター。
旧PN勇佐野（ステンシル・ガンガンゲームコミックアンソロジー連載時代）。

## 作品リスト
- RADIATA STORIES The Epic of JACK（月刊Gファンタジー）
- 湾岸二課 ガルフトリガー（月刊ガンガンWING、最終話のみガンガンONLINEに2009年4月30日掲載された）
- 独眼龍改（ガンガン戦-IXA-、ガンガンONLINE）
- 無職転生 〜異世界行ったら本気だす〜（フジカワ ユカ名義、コミックフラッパー、原作：理不尽な孫の手、キャラクター原案：シロタカ）

### イラスト
- テーマ「自由」（ガンガンONLINE、2012年2月9日）

| スタブアイコン | サブスタブ | この項目は、まだ閲覧者の調べものの参照としては役立たない、漫画家・漫画原作者に関連した書きかけの項目です。この項目を加筆・訂正などしてくださる協力者を求めています（P:漫画/PJ:漫画家）。 |